# Dina dubia
Dina dubia är en ringmaskart som först beskrevs av Moore och Meyer 1951.  Dina dubia ingår i släktet Dina och familjen hundiglar. Inga underarter finns listade i Catalogue of Life.